# جمیز اوبراین

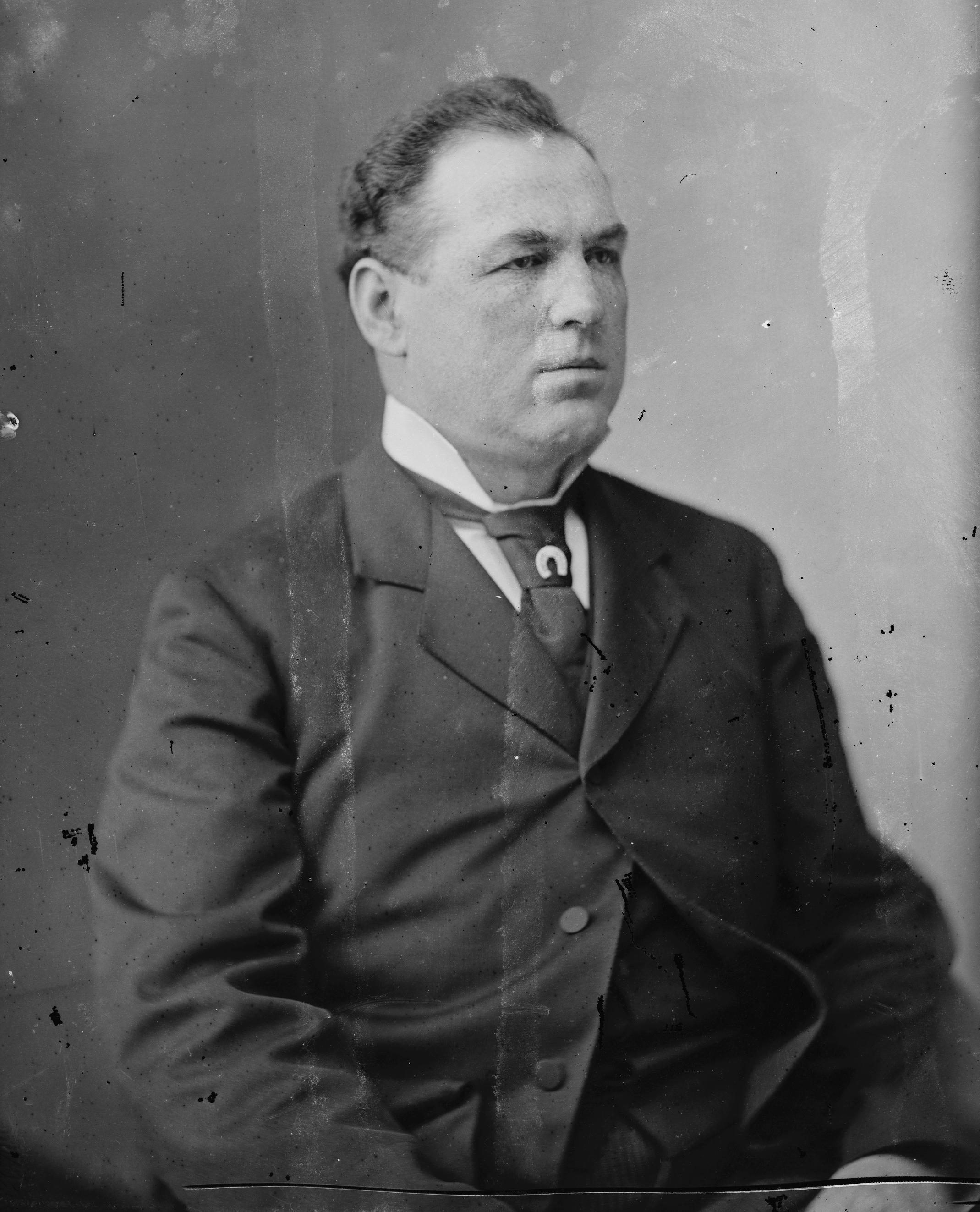

جمیز اوبراین، (به انگلیسی: James O'Brien) نمایند نیویورک در کنگره ایالات متحده (زاده ۱۳ مارس ۱۸۴۱- درگذشته ۵ مارچ ۱۹۰۷) بوده‌است.

وی در ایرلند زاده شد و در ۱۸۶۱ به امریکا مهاجرت نمود. از ۱۸۶۴ تا ۱۸۶۶ عضو شورای شهر بود، سپس در ۱۸۶۷ کلانتر نیویورک و شهرستان نیویورک گشت. وی از سال ۱۸۷۲ تا ۱۸۷۳ عضو قانون‌گذار ایالت نیویورک بود و در ۱۸۷۴ در چهل و چهارمین رای گیری کنگره پیروز شد. سپس دوباره نیز در ۱۸۷۹ در چهل و ششمین رای گیری کنگره پیروز شد